# Madagasia cincinnata
Madagasia cincinnata är en insektsart som beskrevs av Williams 1970. Madagasia cincinnata ingår i släktet Madagasia och familjen ullsköldlöss.
Artens utbredningsområde är Tanzania. Inga underarter finns listade i Catalogue of Life.